# Josef Hackforth
Josef Hackforth (* 6. Januar 1949 in Wanne-Eickel) ist ein deutscher Kommunikationswissenschaftler und Hochschullehrer. Er wurde von seinem Schüler Michael Schaffrath als „Nestor der nationalen und internationalen Sportpublizistik“ bezeichnet.

## Leben
Josef Hackforth ist der Sohn eines Ingenieurs. Er studierte ab 1969 an der Westfälischen Wilhelms-Universität Münster Publizistik, Psychologie und Geschichte. Zusätzlich war er nach einem Volontariat freiberuflich als Journalist tätig. 1974 wurde mit einer Dissertation über „Sport im Fernsehen ein Beitrag zur Sportpublizistik unter besonderer Berücksichtigung des Deutschen Fernsehens (ARD) und des Zweiten Deutschen Fernsehens (ZDF) in der Zeit von 1952 – 1972“ promoviert. Zwischen 1974 und 1980 hatte Hackforth am Institut für Publizistik der Universität Münster eine Stelle als wissenschaftlicher Mitarbeiter beziehungsweise später als Akademischer Rat inne. 1977 nahm er eine Gastprofessur in den Vereinigten Staaten wahr. Seine Habilitation über Neue Medien – neue Formen der Kommunikation? schloss Hackforth 1980 ab und war als Privatdozent tätig, bis er 1982 an der Westfälischen Wilhelms-Universität eine Professorenstelle für Publizistik und Kommunikationswissenschaft antrat.
1991 wechselte Hackforth an die Deutsche Sporthochschule Köln, an der er eine Professur für Sportpublizistik übernahm und das Institut für Sportpublizistik leitete, seinerzeit das erste seiner Art in Deutschland. Von 2000 bis 2013 war er an der Technischen Universität München Professor für Sport, Medien und Kommunikation. Von 2011 bis 2018 lehrte er zudem an der privaten Hochschule Munich Business School. Er weilte mehrfach als Gastprofessor in Korea, 1985 und 1986 war er Gastprofessor an der Ludwig-Maximilians-Universität München.
Hackforth war Leiter der Deutschen Sportjournalisten-Schule, Vorsitzender des Medienausschusses beim Deutschen Sportbund,  Kurator bei der Philipp-Lahm-Stiftung und ab 2007 Berater des Sportartikelherstellers Adidas. Er gehörte dem Weltrat für Sportwissenschaft an und rief den Fair-Play-Preis für Sportjournalismus sowie das Sportbarometer ins Leben.
Schwerpunkte seiner Forschungsarbeit waren Sportkommunikation, Sportjournalismus und Sportmarketing. Er leitete mehrere Forschungsprojekte, darunter „Sport im Hörfunk“ (von 1993 bis 1996), „Lokale Sportberichterstattung“ (1995/1996), „Medienbilder. Die Präsentation des Sports im In- und Ausland. Eine interkulturelle und komparative Studie“ (1994 bis 1997) und „50 Jahre Sport in Nordrhein-Westfalen“ (1996/1997).

## Schriften
- Sport und Massenmedien. Limpert, Bad Homburg v. d. H. 1978, ISBN 3-7853-1267-9.
- Fernsehen, Programm, Programmanalyse, 1970–1977. Saur, München 1978, ISBN 3-7940-7084-4.
- Fernsehen, Programm, Programmanalyse, 1960–1969. Saur, München 1981, ISBN 3-598-10329-8.
- Medien, Sport, Freizeit. 3 Vorträge 1984. Führungs- und Verwaltungsakademie des Deutschen Sportbundes, Berlin 1985, ISBN 3-89152-833-7.
- als Herausgeber mit Christoph Fischer: ABC des Sportjournalismus. Ölschläger, München 1994, ISBN 3-88295-210-5.
- als Herausgeber: Sportsponsoring. Bilanz eines Booms. Vistas, Berlin 1994, ISBN 3-89158-096-7.
- Handbuch der Sportkommunikation des Audi Institut für Sportkommunikation. Medienfachverlag Rommerskirchen, Remagen-Rolandseck 2004, ISBN 3-937099-03-4.
  - zwei englischsprachige Fortführungen unter dem Titel International handbook of sports communication: Special edition football. Medienfachverlag Rommerskirchen, Remagen-Rolandseck 2006 (anlässlich der Fußball-Weltmeisterschaft 2006); Olympic Games Beijing 2008. Medienfachverlag Rommerskirchen, Remagen-Rolandseck 2008 (anlässlich der Olympischen Sommerspiele 2008).